# يفيس ديروف
يفيس ديروف (29 أغسطس 1978 في فرنسا - ) (بالفرنسية: Yves Deroff)‏ هو لاعب كرة قدم فرنسي في مركز الدفاع. شارك مع منتخب فرنسا تحت 18 سنة لكرة القدم ومنتخب فرنسا تحت 19 سنة لكرة القدم. أما مع النوادي، فقد لعب مع نادي أنجيه ونادي ستراسبورغ ونادي غانغون ونادي نانت.

## وصلات خارجية
- يفيس ديروف على موقع رابطة كرة القدم الفرنسية للمحترفين (الإنجليزية)
- يفيس ديروف على موقع قاعدة بيانات كرة القدم.إي يو (الإنجليزية)
- يفيس ديروف على موقع ليكيب (الفرنسية)
- يفيس ديروف على موقع Soccerway.com (الإنجليزية)